# Kurt von Sanden (Generalleutnant)
Gustav Heinrich Kurt von Sanden, auch Curt von Sanden (geb. 19. Januar 1851 in Groß Klitten, Kreis Bartenstein (Ostpr.); gest. 11. Juli 1918 in Potsdam) war ein deutscher Generalleutnant.

## Leben

### Herkunft
Kurt von Sanden wurde 1851 im ostpreußischen Groß Klitten als einziger Sohn des Majors Viktor von Sanden (1804–1860) und seiner Ehefrau Auguste, geb. von Gottberg (1821–1893), geboren.

### Werdegang
Kurt von Sanden trat nach dem Besuch eines Kadettenkorps am 12. April 1869 in das Grenadier-Regiment Kronprinz (1. Ostpreußisches) Nr. 1 in Königsberg ein. Am 2. September 1870, dem Sedantag, wurde er Leutnant. Im deutsch-französischen Krieg 1870/71 wurde von Sanden am 27. November 1870 bei Amiens verwundet, wofür ihm das Eiserne Kreuz 2. Klasse verliehen wurde. Im Jahr 1878 wurde von Sanden zum Adjutanten der Kriegsschule Hannover ernannt. Am 18. Januar 1879 folgte seine Beförderung zum Oberleutnant. Im Jahr 1882 wurde er zum Kriegsministerium abkommandiert, wo er am 13. Juni 1885 zum Hauptmann befördert wurde. Im Jahr 1889 wurde von Sanden in das 2. Thüringische Infanterie-Regiment Nr. 32 in Kassel versetzt und dort Kompaniechef. Nach vier Jahren wurde er Adjutant des Generalkommandos des XI. Armeekorps in Kassel ernannt und am 18. April 1893 zum Major befördert. Im Jahr 1896 wurde von Sanden Kommandeur eines Bataillons des 6. Thüringischen Infanterie-Regiments Nr. 95 in Coburg. Unter Beförderung zum Oberstleutnant wurde er am 3. Juli 1899 zum Kommandeur des Magdeburgischen Jäger-Bataillons Nr. 4 in Colmar, später in Bitsch, ernannt. Am 30. September 1901 wurde er als Oberst Kommandeur des Anhaltinischen Infanterie-Regiments Nr. 93 in Dessau und blieb dies bis 9. April 1906. Am 10. April 1906 wurde er mit der Beförderung zum Generalmajor Kommandeur der 34. Infanterie-Brigade (Großherzoglich Mecklenburgische) in Schwerin. Am 20. Februar 1909 ging er aus dieser Position als Generalleutnant in den Ruhestand. Er starb im Juli 1918 in Berlin.
Kurt von Sanden wurde u. a. mit dem Roten Adlerorden 2. Klasse mit Eichenlaub und dem Preußisch Königlichen Kronen-Orden II. Klasse mit dem Stern ausgezeichnet. Er war auch Rechtsritter des Johanniterordens.

### Familie
Kurt von Sanden heiratete am 7. Juni 1889 in Launingken Klara, geb. von Sanden (* 1856), Tochter von Alfred von Sanden (1812–1890) und seiner Ehefrau Ida, geb. von der Trenck (* 1830).